# 341
Năm 341 là một năm trong lịch Julius.